# Yōsuke Sakamoto
Yōsuke Sakamoto (jap. 坂元 要介, Sakamoto Yōsuke; * 12. Januar 1974 in der Präfektur Kyōto) ist ein ehemaliger japanischer Fußballspieler.

## Karriere
Sakamoto erlernte das Fußballspielen in der Schulmannschaft der Takigawa Daini High School und der Universitätsmannschaft der Dōshisha-Universität. Seinen ersten Vertrag unterschrieb er 1996 bei Kyoto Purple Sanga. Der Verein spielte in der höchsten Liga des Landes, der J1 League. Für den Verein absolvierte er sieben Erstligaspiele. Danach spielte er bei Sagawa Express Osaka (1997–1999) und FC Kyoto Bamb (2000–2002). Ende 2002 beendete er seine Karriere als Fußballspieler.